# Limnophila (Limnophila) bathrogramma
Limnophila (Limnophila) bathrogramma is een tweevleugelige uit de familie steltmuggen (Limoniidae). De soort komt voor in het Australaziatisch gebied.